# Deskriptor (informacijske znanosti)
Za druga značenja ovog pojma vidi Deskriptor (razdvojba).
Deskriptor (lat. descriptor – koji opisuje), opisnica, opisnik je normirana riječ ili skup riječi indeksnog jezika koji opisuje osnovni sadržaj nekog dokumenta, teksta, zapisa. Koristi se u predmetnom indeksiranju. Deskriptor se oblikuje na osnovi prirodnog jezika odabirom iz niza istoznačnih termina. Odabrana riječ ili sintagma postaje normirani termin i predstavnik toga niza. Deskriptor je sastavni dio tezaurusa, koristi se kod indeksiranja, klasifikacije i pohrane dokumenata te kod pretraživanja dokumentacijskih i informacijskih sustava. 